# Zariá Mira
Zariá Mira (del ruso: Заря Мира) es un jútor del raión de Labinsk del krai de Krasnodar, en el sur de Rusia. Está situado junto a la orilla derecha Labá, que es tributario del Kubán, 3 km al sureste de Labinsk y 149 km al sureste de Krasnodar, la capital del krai. Tenía 114 habitantes en 2010.
Pertenece al municipio Labínskoye.